# Пластові фосфорити
Пластові фосфорити — масивні мікрозернисті фосфорити — однорідні гірські породи від світло-сірого до чорного забарвлення, в яких лише під мікроскопом видно дрібні (найчастіше від 0,01 до 0,1 мм), ооліти або зерна фосфатної речовини, зцементовані фосфатно-карбонатним або фосфатно-кременистим цементом. За формою покладів – це пластові Ф. потужністю іноді до 10–15 м і високим вмістом Р2О5 (26–28%). За походженням — це морські осадові хемогенні родовища геосинклінального (Казахстан, Скелясті гори в США), рідше платформного (шт. Теннессі та Флорида в США) типу.